# Cachoeira da Sibéria
A Cachoeira da Sibéria (nome derivado do antigo "Garimpo da Nova Sibéria") é uma queda d'água localizada no Parque Nacional da Chapada Diamantina, na cidade brasileira de Mucugê, região central da Bahia.
Localizada no curso do rio Paraguaçu, fica próxima do lago Mar de Espanha, possuindo, no relato da jornalista Vanessa Brunt, uma paisagem "de tirar o fôlego, com um grande canyon esculpido nas rochas sedimentares areníticas".

## Histórico e localização
Situada numa altitude de 803 metros, fica localizada no ponto em que o rio Paraguaçu penetra um vale formado entre grandes paredões, que se avista a partir do mirante da Rampa do Caim. Fica também situado próxima ao Mar de Espanha, que foi também um ponto de grande atividade garimpeira.
Ali aconteceu um dos principais garimpos na época da descoberta dos diamantes, em meados do século XIX, sendo relatado por Teodoro Sampaio - um dos primeiros a fazê-lo, em 1880, da seguinte forma: "A mina da Nova Sibéria é um corredor profundo (canyon), estreito e tortuoso, onde se precipita o rio Paraguaçu, logo após o salto a que acima nos referimos. O leito, comprimido entre paredões alcantilados, dos quais o da direita com cerca de 80 metros de altura é o mais a pique, tem uma largura variável de 70 a 25 metros; mas parte dele permanece oculto ou subterrâneo, pois que os paredões à esquerda são mais ou menos solapados, e dão passagem às águas por ocasião de enchente, ou quando elas sobem pouco do nível ordinário".
Sampaio fora de início orientado pelo coronel Rodrigues Lima, na época comerciante de diamantes na então vila de Nossa Senhora do Paraguaçu (atual Mucugê) e, querendo conhecer pessoalmente um dos garimpos, dirigiu-se para o local e dedicou um capítulo de sua obra à "Visita à Lavra de Nova Sibéria", onde "depois de duas horas de marcha, através de um terreno áspero, pedregoso e retalhado, chegamos à cabeceira de um salto de dez metros de altura, abaixo do qual se estendem, numa volta do rio, os trabalhos da mina (...)".

## Descrição geológica
Segundo relato da CPRM, "No que se refere à litologia, pode-se observar na trilha uma sequência de meta-arenitos rosados, passando, localmente, para uma sequência de conglomerados com seixos subangulosos a subarredondados, com uma matriz constituída pelo meta-arenito rosado."